# ヒシグバット・エルデネットオド
ヒシグバット・エルデネットオド（Khishigbatyn Erdenet-Od 1975年7月7日- ）はモンゴルのダルハン市出身の柔道選手。階級は57kg級。身長160cm。

## 人物
1998年のアジア大会57kg級で優勝を飾った。2000年のシドニーオリンピックでは初戦でスペインのイサベル・フェルナンデスに裏投で敗れると、敗者復活戦でも日本の日下部基栄に有効で敗れた。2004年のアテネオリンピックでは2回戦で日下部に有効で敗れた。2005年の世界選手権では2回戦でフェルナンデスに指導2で敗れるが、敗者復活戦を勝ち上がって3位となった。2008年の北京オリンピックでは2回戦でイタリアのジュリア・クインタバレに朽木倒で敗れた。
また、サンボの世界選手権では、56kg級で2001年から2004年まで4連覇している。

## 主な戦績
- 1998年 - アジア大会　優勝
- 1999年 - ユニバーシアード　3位
- 2000年 - アジア選手権　2位
- 2001年 - アジア選手権　優勝
- 2001年 - 東アジア選手権　3位
- 2002年 - オランダ国際　3位
- 2002年 - アジア大会　3位
- 2003年 - ロシア国際　3位
- 2003年 - アジア選手権　2位
- 2004年 - フランス国際　5位
- 2004年 - アジア選手権　2位
- 2005年 - アジア選手権　優勝
- 2005年 - 世界選手権　3位
- 2006年 - 東アジア選手権　3位
- 2006年 - 韓国国際　優勝
- 2007年 - フランス国際　5位
- 2007年 - オーストリア国際　優勝
- 2007年 - ドイツ国際　5位
- 2007年 - アジア選手権　3位
- 2007年 - 世界団体　3位
- 2007年 - 嘉納杯　2位
- 2008年 - アジア選手権　3位
- 2008年 - ロシア国際　優勝